# Synalpheus macromanus
Synalpheus macromanus is een garnalensoort uit de familie van de Alpheidae. De wetenschappelijke naam van de soort is voor het eerst geldig gepubliceerd in 1925 door Edmondson.